# Cheng Yen
Datuk Seri Cheng Yen (chinois simplifié : 证严法师 ; chinois traditionnel : 證嚴法師 ; pinyin : Zhèngyán Fǎshī ; né le 11 mai 1937) est une bhikkhuni bouddhiste taïwanaise, professeur et philanthrope. En 1966, Cheng Yen a fondé la Buddhist Compassion Relief Tzu Chi Foundation ; généralement appelée Tzu Chi. Sa devise est d'« instruire les riches et sauver les pauvres ». Elle est impliquée dans l'aide internationale en réaction aux catastrophes naturelles, à la protection environnementales, etc..
Elle a été classée comme l'une des 100 personnes les plus influentes du monde en 2011 par le Time.

## Honneur
L'astéroïde (555802) Chengyen est nommé en son honneur.

## Sources
- (en) Cet article est partiellement ou en totalité issu de l’article de Wikipédia en anglais intitulé « Cheng Yen » (voir la liste des auteurs).